# Larry David
Lawrence Gene "Larry" David, född 2 juli 1947 i Brooklyn i New York, är en amerikansk ståuppkomiker, skådespelare, regissör och manusförfattare. Han är bland annat känd som skapare av Seinfeld tillsammans med Jerry Seinfeld och TV-serien Simma lugnt, Larry! där han också spelar titelrollen. Han har vid tre tillfällen arbetat för Woody Allen, med mindre roller i Radio Days och New York Stories samt huvudrollen i filmen Whatever Works.

## Biografi
Larry David föddes och växte upp i Sheepshead Bay i Brooklyn. Enligt honom själv var det en underbar barndom med en stor släkt som bodde i området och med vilka umgänget var intensivt. Han avlade kandidatexamen på University of Maryland i både historia och företagsekonomi, 1969 respektive 1970. Efter universitet uppträdde han som ståuppkomiker i New York och försörjde sig med diverse jobb som affärsbiträde, limousinchaufför och TV-reparatör. Han bodde på Manhattan Plaza, ett statligt understött boende för personer inom scenkonsten, beläget i Hell's Kitchen på Manhattan. Där bodde han granne med Kenny Kramer, som sedermera fick stå modell för karaktären Cosmo Kramer i TV-serien Seinfeld.
Larry David hade svårt att hävda sig som ståuppkomiker med sina framträdanden som gick emot 1970-talets TV-anpassade stil. Hans show bestod av till synes meningslösa oreranden om mänskligt beteende och lustigheter i språket. Han hade också ett häftigt humör och kunde skälla ut publiken om han ansåg att den störde eller demonstrativt lämna scenen. 1976 lärde han känna den unge Jerry Seinfeld, de båda hade samma humor och en vänskap uppstod.. Jerry Seinfeld lyckades runda av de värsta kanterna på Larry David. Till en början var Larry David den mer framgångsrika av de två och 1980 fick han jobb som manusförfattare och skådespelare på TV-serien Fridays. Fridays var ett humorprogram i sketchform och TV-bolaget ABCs svar på NBCs succé Saturday Night Live och sändes i två säsonger. Här lärde han känna manusförfattaren Larry Charles och skådespelaren Michael Richards med vilka han senare samarbetade med på Seinfeld. Mellan 1984 och 1985 var han en av manusförfattarna på Saturday Night Live, men han fick bara en sketch med i programmet och lämnade arbetet mitt i säsongen. På Saturday Night Live lärde han känna Julia Louis-Dreyfus som senare fick rollen som Elaine i Seinfeld.
På Saturday Night Live kan Larry David dessutom ses vid ett tillfälle, i sketchen "The Run, Throw, and Catch Like a Girl Olympics" i säsongsfinalen 1985 och han är rösten som häcklar Michael McKean när denne är gästvärd 1984

### Seinfeld
1989 kontaktas han av Jerry Seinfeld som blivit erbjuden att göra en situationskomedi för NBC. Det blir pilotavsnittet The Seinfeld Chronicles som sedermera får fortsätta som TV-serien Seinfeld. Det blir USA:s mest framgångsrika situationskomedi genom tiderna. Larry David uppträder vid flera tillfällen i cameoframträdanden, bland annat som Frank Costanzas capebärande försvarsadvokat, som kioskbiträde och det var han som gav röst åt George Steinbrenner. Karaktären George Costanza, Jerry Seinfelds gode vän i TV-serien, grundar sig nästan uteslutande på Larry David. Larry David lämnade Seinfeld under vänskapliga förhållanden efter den sjunde säsongen men han återvände två år senare och var med och skrev avslutningsavsnitten 1998. Under sin frånvaro fortsatte han att ge röst åt karaktären George Steinbrenner.
Larry David hade tillsammans med Jerry Seinfeld huvudansvaret för manusskrivandet och står själv som medförfattare till 57 av de totalt 180 avsnitten.[källa behövs] Han nominerades till Emmy Awards nitton gånger och vann två, en gång för bästa komedi och den andra för bästa manus.

### Simma lugnt, Larry!
1999 visades pilotavsnittet till Larry Davids nya serie, Simma lugnt, Larry! (originaltitel Curb Your Enthusiasm). Serien handlar skenbart om Larry David själv eftersom han spelar en karaktär som heter Larry David och flera gästartister uppträder med sina riktiga namn. Larry David har sagt att hans karaktär är precis som han själv skulle vara om han var i total avsaknad av social kompetens. TV-serien bygger på Larry Davids liv nu när han tjänat en förmögenhet och har alldeles för mycket fritid. Fundamentet är huvudpersonens sociala inkompetens, klavertramp och ständiga missförstånd. Scenerna improviseras och skådespelarna får inga repliker utan bara en synopsis och filmandet görs med handkamera vilket ger ett dokumentärt intryck.
Flera kända skådespelare och personer har varit med i serien, som Bob Einstein, Wanda Sykes, John McEnroe, Jeff Garlin, Ted Danson och Mary Steenburgen har återkommande roller.
Samtliga huvudpersoner från Seinfeld, det vill säga Jerry Seinfeld, Julia Louis-Dreyfus, Jason Alexander och Michael Richards, har medverkat i serien. Flera teman som tagits upp i Seinfeld har också behandlats i Simma lugnt, Larry!. 
Den har varit nominerad för 30 Emmy och vunnit en Golden Globe.
Sedan premiären 1999 har serien sänts i elva säsonger (2023). De första åtta säsongerna sändes mellan 1999 och år 2000 innan serien tog paus i sex år. Sedan mellan 2017 och 2021 sändes säsong nio till elva. Simma lugnt, Larry! har kontrakt på en tolfte säsong vilket tros bli den sista och avslutande säsongen. Serien är den serie som har sänts allra längst på TV-kanalen HBO.

## Övrigt manusarbete och roller
Larry David har också skrivit långfilmerna Sour Grapes (1998) och Clear History (2013).  2009 spelade Larry David huvudrollen i Woody Allens film Whatever Works.
Våren 2015 debuterade David som dramatiker med pjäsen Fish in the Dark som fick sin premiär på Broadway 5 mars 2015. David spelade huvudrollen som Norman Dexter nästan hela spelperioden. Sista månaden ersattes han dock av Jason Alexander.

## Privatliv
Larry David gifte sig med miljöaktivisten Laurie Lennard den 31 mars 1993 och de har två döttrar. Paret skilde sig den 19 juli 2007. År 2020 gifte han om sig med Ashley Underwood.